# Chang (film)
Chang (창?), conosciuto anche con il titolo in lingua inglese Downfall, è un film del 1997, diretto da Im Kwon-taek.

## Trama
Chang, una ragazza orfana, non ha prospettive dinnanzi a sé; accetta così la proposta di lavorare in un negozio di bevande, per poi scoprire di essere stata ingannata e avviata all'interno del mondo della prostituzione coreana. Con il passare degli anni, la giovane intreccia un particolare rapporto e si innamora di uno dei suoi clienti, che cerca di rimanere in contatto con lei.

## Distribuzione
In Corea del Sud, la pellicola è stata distribuita a partire dal 13 settembre 1997.